# Powiat lubelski
Powiat lubelski – powiat w Polsce (województwo lubelskie), utworzony w 1999 roku w ramach reformy administracyjnej. Jego siedzibą jest miasto Lublin.
W skład powiatu wchodzą:
- gminy miejsko-wiejskie: Bełżyce, Bychawa
- gminy wiejskie: Borzechów, Garbów, Głusk, Jabłonna, Jastków, Konopnica, Krzczonów, Niedrzwica Duża, Niemce, Strzyżewice, Wojciechów, Wólka, Wysokie, Zakrzew
- miasta: Bełżyce, Bychawa.

## Demografia
Liczba ludności (dane z 30 czerwca 2005):
|        | Ogółem  | Ogółem | Kobiety | Kobiety | Mężczyźni | Mężczyźni |
| osób   | %       | osób   | %       | osób    | %         |           |
| ------ | ------- | ------ | ------- | ------- | --------- | --------- |
| Ogółem | 139 429 | 100    | 71 085  | 50,98   | 68 344    | 49,02     |
| Miasto | 12 388  | 8,88   | 6421    | 4,61    | 5967      | 4,28      |
| Wieś   | 127 041 | 91,12  | 64 664  | 46,38   | 62 377    | 44,74     |

▶Wieś vs ▶miasto
Ogółem (▶k, ▶m)
Miasto (▶k, ▶m)
Wieś (▶k, ▶m)

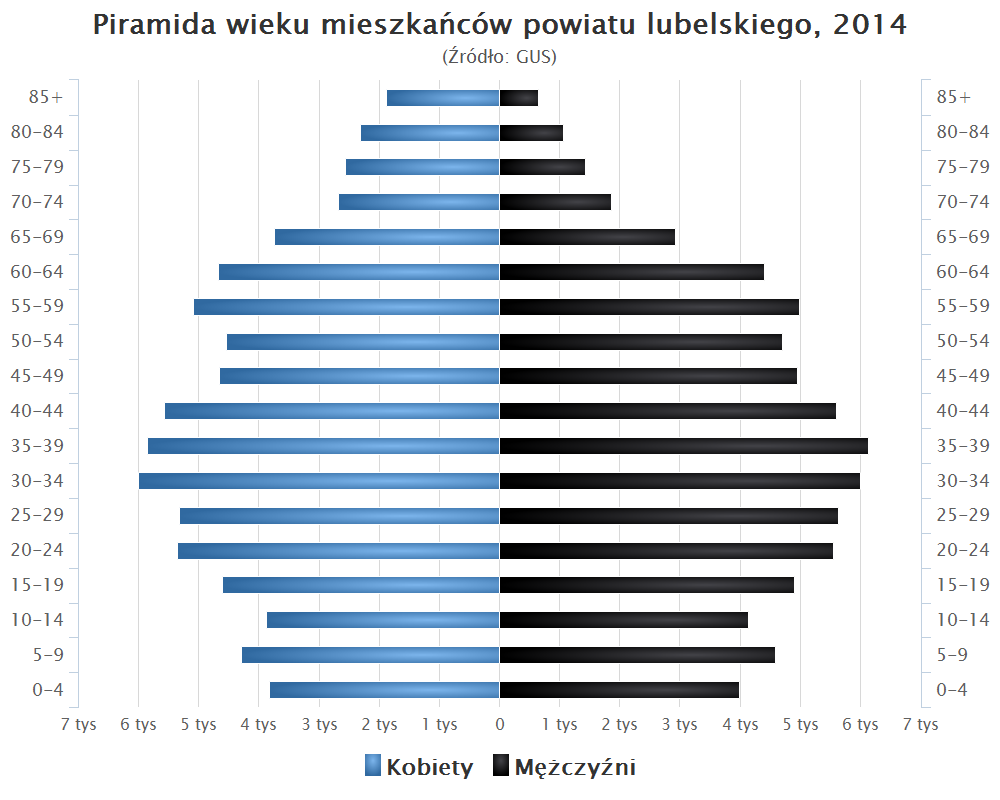
Piramida wieku mieszkańców powiatu lubelskiego w 2014 roku

Według danych z 31 grudnia 2019 roku powiat zamieszkiwało 155 566 osób. Natomiast według danych z 30 czerwca 2020 roku powiat zamieszkiwały 156 002 osoby.

## Gminy i miasta
W skład Lubelskiego Obszaru Metropolitalnego wchodzą:
| Miasto/Gmina    | Populacja | Powierzchnia |
| --------------- | --------- | ------------ |
| Lublin          | 347 678   | 147 km²      |
| Bychawa         | 12 166    | 146 km²      |
| Bełżyce         | 13 553    | 134 km²      |
| Borzechów       | 3796      | 67 km²       |
| Garbów          | 8940      | 103 km²      |
| Głusk           | 9388      | 64 km²       |
| Jabłonna        | 7919      | 131 km²      |
| Jastków         | 13 350    | 113 km²      |
| Konopnica       | 12 589    | 93 km²       |
| Krzczonów       | 4710      | 128 km²      |
| Niedrzwica Duża | 11 532    | 107 km²      |
| Niemce          | 18 088    | 142 km²      |
| Strzyżewice     | 7884      | 109 km²      |
| Wojciechów      | 5947      | 81 km²       |
| Wólka           | 10 862    | 73 km²       |
| Wysokie         | 4739      | 114 km²      |
| Zakrzew         | 3020      | 75 km²       |

## Sąsiednie powiaty
- Lublin (miasto na prawach powiatu)
- powiat lubartowski
- powiat łęczyński
- powiat świdnicki
- powiat krasnostawski
- powiat biłgorajski
- powiat janowski
- powiat kraśnicki
- powiat opolski
- powiat puławski

## Starostowie lubelscy
- II RP
  - Walery Baraniecki (–1922/1923)[8]
  - Adolf Krauze (1922/1923–)[9]

- III RP (na podstawie: [10]):
  - Jan Łopata (1 stycznia 1999 – 5 grudnia 2001)
  - Paweł Pikula (5 grudnia 2001 – 22 listopada 2018)
  - Zdzisław Antoń (22 listopada 2018 – 8 maja 2024)
  - Sylwia Pisarek-Piotrowska (8 maja 2024 – nadal)[11]